# فيلق بولوي

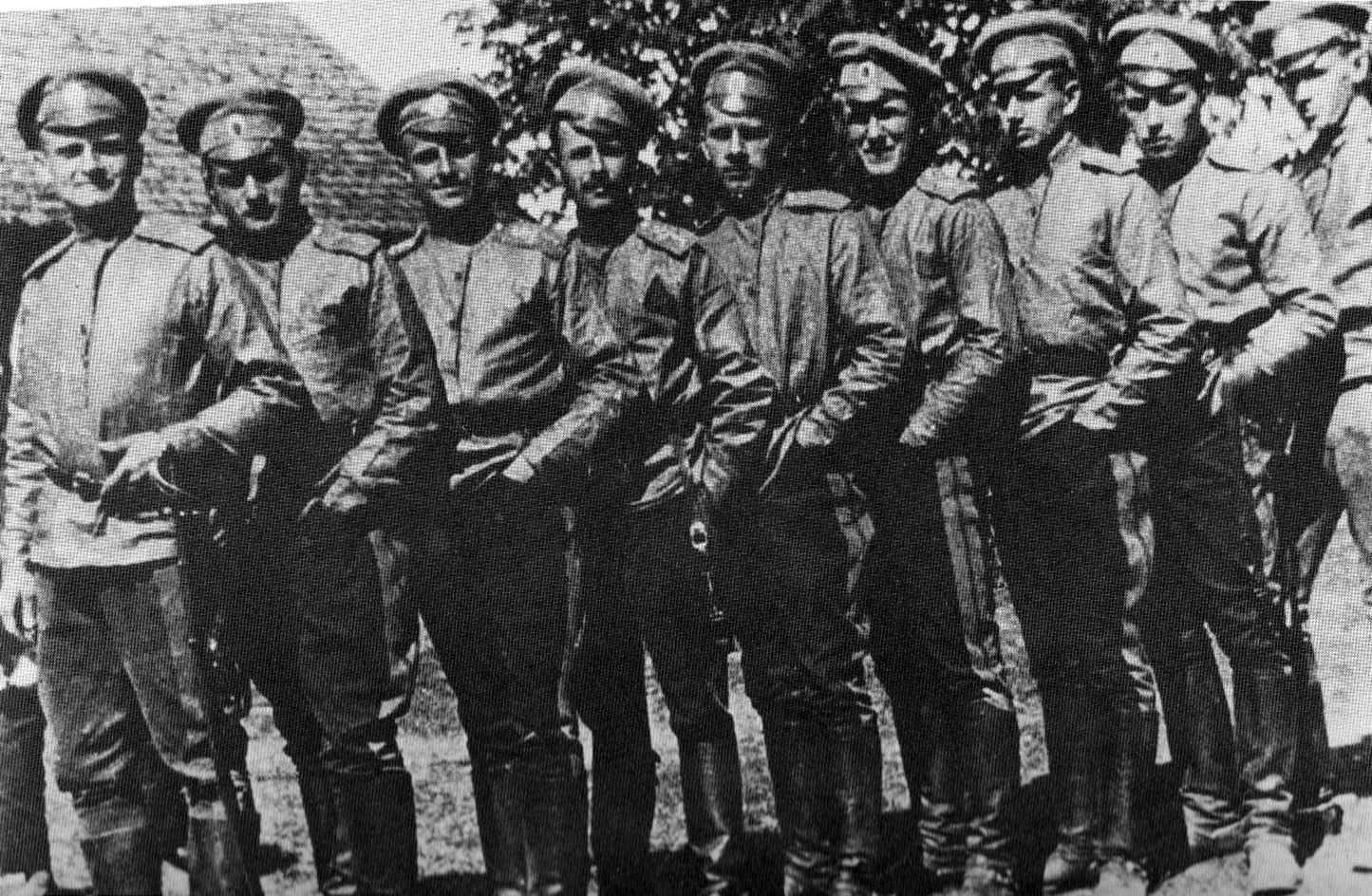
ضباط فيلق بولوي

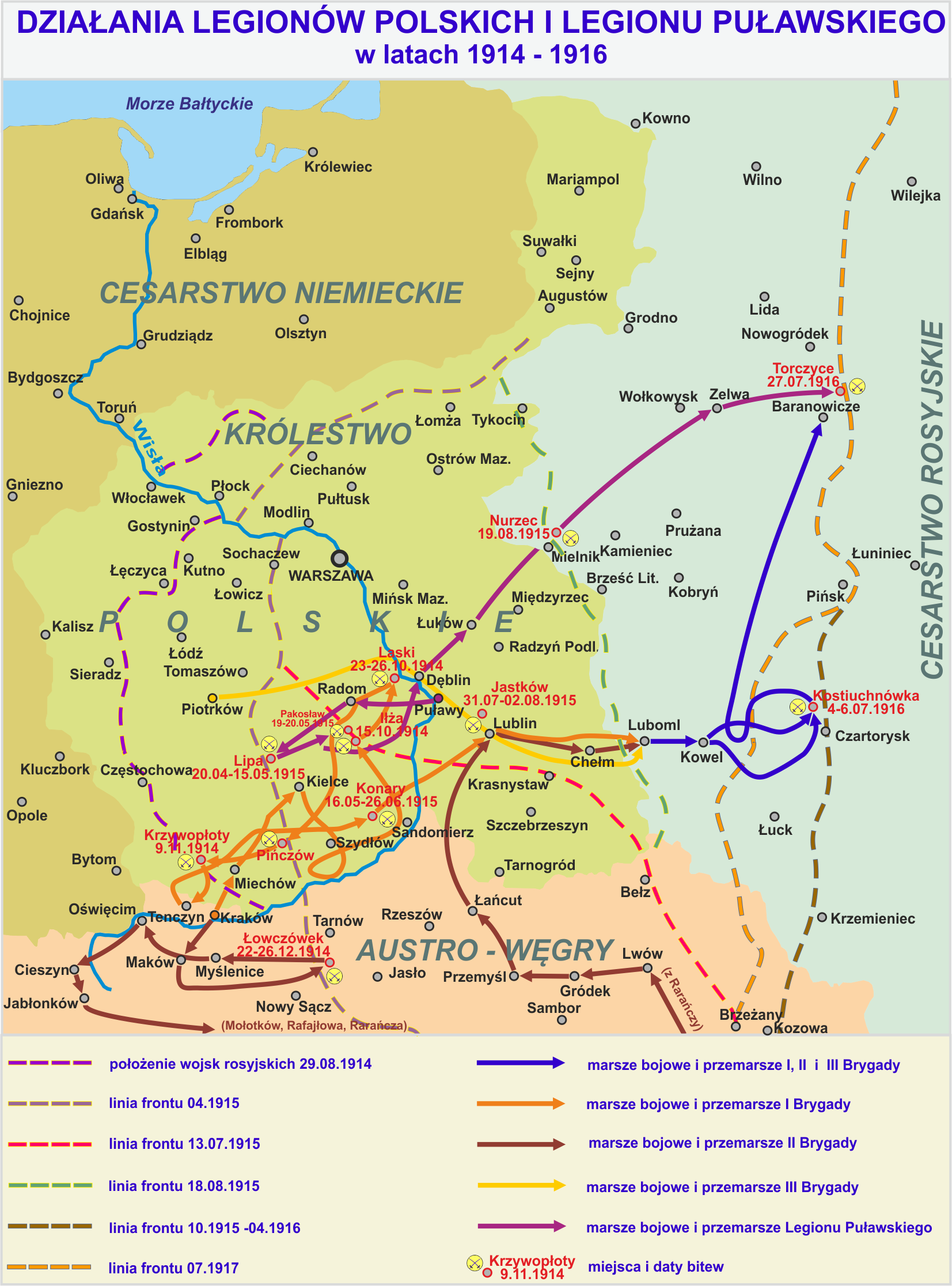
عمليات الجحافل البولندية (بما في ذلك فيلق بولوي)

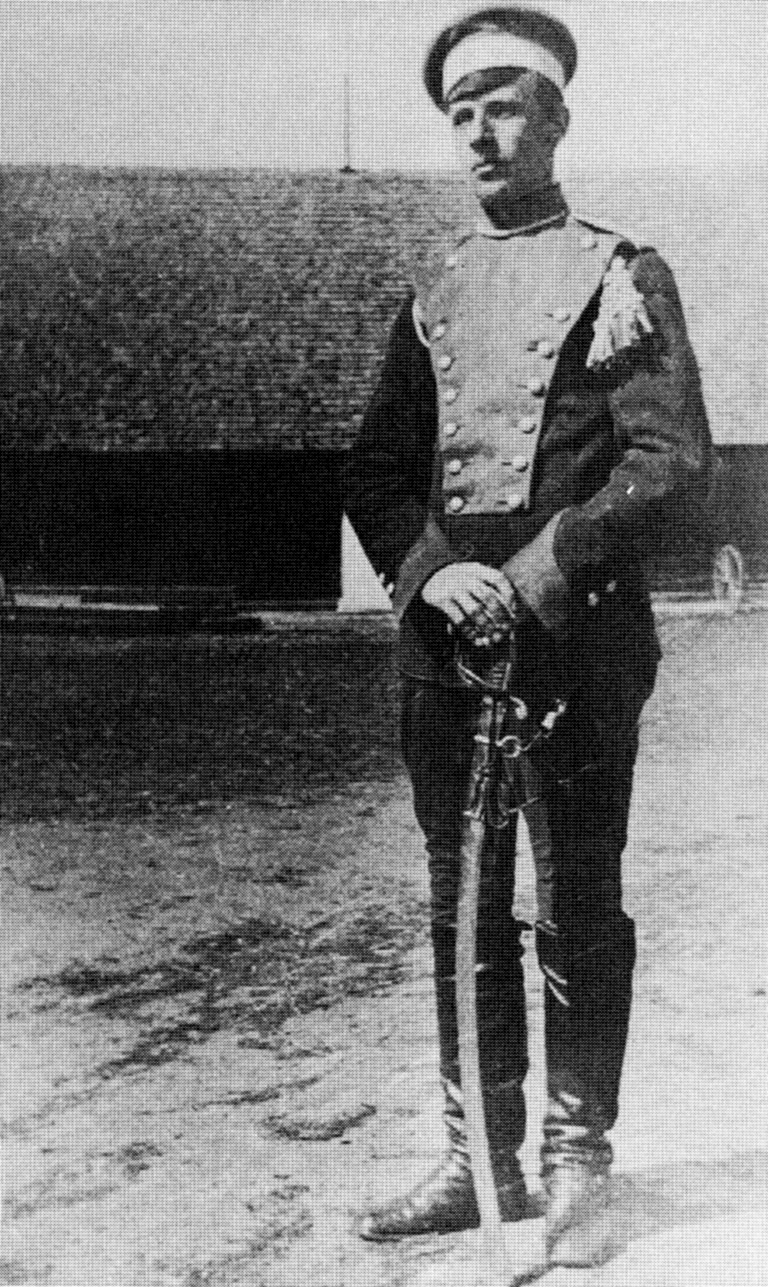
والأولن فارس بروسي من الفيلق بولوي

فيلق بولوي ((بالبولندية: Legion Puławski)‏) كان تشكيلة بولندية عسكرية في الحرب العالمية الأولى، كجزء من الجيش الإمبراطوري الروسي. تم إنشاؤه في أواخر عام 1914 من المتطوعين الذين تجمعوا بسبب العديد من المبادرات، وأبرزها تلك التي كانت من مؤيدي اللجنة الوطنية الروسية البولندية، بدعم من الديمقراطيين الوطنيين البولنديين. وكان من المفترض التصدي لمبادرة مكافحة فيالق جوزيف بيلسودسكي البولندية التي شكلت في إطار الجيش النمساوي المجري. انتهت تنظيم التشكيل في كانون الثاني 1915 ؛ في ذلك الوقت كان يبلغ عددهم حوالي 1,000 جندي وكتيبة من الجيش الروسي. استخدم التشكيل في القتال ضد الإمبراطورية الألمانية. في نهاية المطاف، تم حل الفيلق في تشرين الأول عام 1915 وأعيد تنظيمه في كتيبة البندقية البولندية.

## التاريخ
في عام 1795 قسمت بولندا بين مملكة بروسيا، والإمبراطورية النمساوية والإمبراطورية الروسية. في عام 1914، مع بداية الحرب العالمية الأولى، تلك القوى وجدت نفسها على طرفين منفصلين، وحاولت تجنيد جميع البولنديين في صفوفها، واعدة زيادة الحكم الذاتي بعد الحرب. في الإمبراطورية الروسية، الجهود التي تبذلها فيتولد استوجا-غورسزينكي، وبدعم من قيادة الجبهة الجنوبية الغربية، أسفرت عن مجموعة متزايدة من المتطوعين البولنديين في أكتوبر ونوفمبر 1914 أولا في شيلم وبريست وبولوي في وقت لاحق. هذه المبادرة، وبدعم من الديمقراطيين الوطنيين البولنديين، كانت تهدف أيضا إلى مواجهة (في نهاية المطاف الأكثر نجاحا) مبادرة جوزيف بيلسودسكي، الذي كان قد شكل الألوية البولندية تحت إشراف الجيش النمساوي المجري.
التنظيم والتشكيل تأخر بسبب مشاكل لوجستية. في يناير 1915 اللجنة الوطنية البولندية دعمت هذه المبادرة، ورشح الكولونيل انتوني روت ليكون قائد المنظمة. كما أن أعدادا متزايدة من المتطوعين، أنشئ الفيلق الثاني في لوبلين (فيلق لوبلين). وتم تشكيل سلاح الفرسان كما يجري إنشاؤه. تم تشكيل المعروف رسميا باسم الفيلق البولندي، وكانت تابعا للواء التاسع والخمسين للجنرال بيوتر زيمانوفسكي. في وقت لاحق، في عملية إعادة التنظيم، تم تسمية الفيالق (فيلق بولوي إلى الفريق 739 الكسندروف الجديد (Druzyna) وفيلق لوبلان إلى 740 فرقة لوبلان).
بحلول شهر يناير 1915 انتهى تنظيم الفيلق، في ذلك الوقت وعددهم حوالى 1,000 من المتطوعين ؛ ما يعادله من الجيش الإمبراطوري الروسي كتيبة المشاة (في شباط / فبراير ستقسم إلى أربع سريات). بيد أنه لا يزال تعاني من مشاكل لوجستية (على سبيل المثال، فإنه لم يحصل على وعد المدفعية والرشاشات التي استولى عليها النمساويون—دون ذخيرة). كانت هناك أيضا مشاكل في نقل المتطوعين من الإمبراطورية الروسية الأخرى تشكيل (الطلبات كانت شائعة النفي)، ومشروع تجنيد المتطوعين من أسرى الحرب البولنديين من الجيش النمساوي المجري رفض.
فيلق بولوي تم نشره في الخطوط الأمامية في يوم 20 مارس 1915 ؛ في ذلك الوقت أخرج من تحت قيادة زيمانوفسكي وكان مخصصا لرماة قنابل موسكو فيلق تحت قيادة مروزوسكي. لم ينشر فيلق لوبلان في الخطوط الأمامية، بدلا من ذلك كان يستخدم لتجديد الخسائر في فيلق بولوي. استخدم التشكيل في عمليات قتالية ضد الإمبراطورية الألمانية، ولكن المعنويات تأثرت بشائعات أنه يمكن أن يستخدم ضد الإمبراطورية النمساوية المجرية وفيالقها البولندية.
قاتل التشكيل في معارك عدة :
- 19 مايو : في باكوسلاو (حيث أصيب العقيد روت، وتم تمرير القيادة إلى العقيد جان رادوسكي)
- يونيو 16 : في ميشالو
- 17 يوليو : في لاديسلاوو
- يوليو 21 : في كولونيا شيشيلسكا
- يوليو 22 : في بولاوسكا غورا
- أغسطس 14 : في كاركزواكا
- أغسطس 20 : في نورزك
- أغسطس 23 : في اوباكا
- سبتمبر 5 : في ايزابلين
- 9 سبتمبر : في زيلوا

خلال تلك الفترة، تلقى الفيلق خسائر فادحة—415 قتيلا وجرح 1,016 (92 ٪ من الأعداد الأولية).
في نهاية المطاف، تم حل الفيلق في تشرين الأول 1915 ؛ بعض القوات انضمت كتيبة البندقية البولندية (Brygada Strzelców Polskich). إعادة التنظيم كانت نتيجة للجهود التي يبذلها العقيد Rządkowaski وغيرها تهدف إلى زيادة حجم القوات البولندية في الجيش الروسي.

## القادة
- عقيد انتوني روت—من 17 يناير 1915
- كولونيل يان رزادوسكي—من 19 مايو 1915